# Coryssocnemis tarsocurvipes
Coryssocnemis tarsocurvipes là một loài nhện trong họ Pholcidae. Loài này được phát hiện ở Venezuela.